# FK Qarabağ

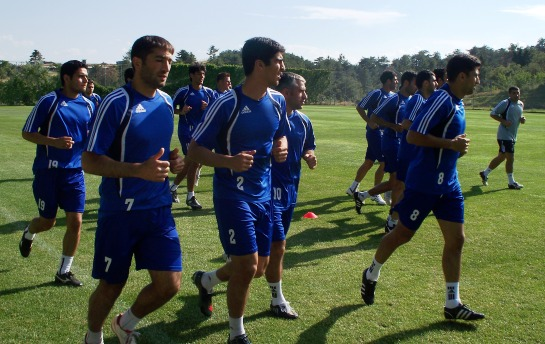
Team van 2009

FK Qarabağ is een Azerbeidzjaanse voetbalclub, oorspronkelijk afkomstig uit de stad Ağdam. Er is onder verschillende namen gespeeld en de huidige naam verwijst naar de regio Karabach De clubkleuren zijn wit en zwart.
De ploeg koos als thuisbasis het Olympisch Stadion in de stad Quzanlı, met een capaciteit van 2.000 toeschouwers. Europese wedstrijden worden echter gespeeld in het Tofikh Bakhramovstadion in Bakoe, dat plaats biedt aan bijna 30.000 toeschouwers. Er is een zware rivaliteit tussen Qarabağ en Neftçi Bakoe; hun derby wordt Böyük Oyun genoemd, 'de grote wedstrijd'.
De club is recordkampioen in de competitie en de beker en geldt als de meest succesvolle van Azerbeidzjan. Het beste resultaat in Europa is het bereiken van de achtste finale van de UEFA Europa League in het seizoen 2023/24.

## Geschiedenis

### Van oprichting tot 1991
De club werd in 1950 opgericht en speelde tot het uiteenvallen van de Sovjet-Unie (1991) in de competitie van de Azerbeidzjaanse Socialistische Sovjetrepubliek en enkele jaren in een competitie van de Sovjet-Unie. In 1992 werd  Premier League werd opgericht in 1992.

### De jaren 90 - Azerbeidzjaanse competities
In 1991 werd Azerbeidzjan onafhankelijk en in 1992 was de club medeoprichter van de Yüksək Dəstə, de Azerbeidzjaanse hoogste voetbalklasse. Na een vierde plaats in het eerste seizoen werd in 1993 de landstitel gepakt. Vanaf 1993 kon echter niet meer in Ağdam worden gespeeld, nadat Armeense troepen de stad in de Nagorno Karabachoorlog innamen. FK Qarabağ week daarom uit naar Bakoe, de hoofdstad van Azerbeidzjan, waar het speelde in het Surakhanistadion. FK Qarabağ had herhaaldelijk te maken met financiële problemen en wist in de periode 1998-2001 amper het hoofd boven water te houden. Toch is de club altijd in de hoogste klasse gebleven en ook in de UEFA Intertoto Cup was er een opmerkelijke overwinning: in 1999 werd Maccabi Haifa verslagen. FK Qarabağ was hiermee de eerste Azerbeidzjaanse club die in Europees verband een uitwedstrijd wist te winnen.

### 2000-2010 - De gouden periode
In het seizoen 2000-2001 eindigde de club op een negende plaats en er moest dringend iets veranderen. Vanaf 2001 werd de vereniging gesponsord door Azersun Holding, een van de grootste Azerbeidzjaanse bedrijven, waarmee het uit de financiële problemen raakte. Dat leverde veel op want in het seizoen 2001-2002 eindigde de club op een derde plaats. In het seizoen 2002-2003 werden er geen wedstrijden gespeeld in de Azerbeidzjaanse hoogste divisie wegens conflicten van sportbestuurders en voetbalploegen. Ook in het seizoen 2003-2004 eindigde de club op een derde plaats in de rangschikking met 9 punten minder dan Neftçi Bakoe die in dat seizoen kampioen wist te worden.
Zowel in 2004/05 als in 2006/07 plaatste FK Qarabağ zich voor de UEFA Cup, maar beide keren werd het in de eerste kwalificatieronde uitgeschakeld. In de nationale competitie van 2004/2005 deed de club het iets minder door te eindigen op een zesde plaats. In 2005-2006 eindigde de club als vijfde en werd beslag gelegd op de Beker van Azerbeidzjan. Het seizoen daarna, in 2006-2007, deed de club het opnieuw slecht door op de achtste plaats te eindigen en ook de beker werd dat seizoen geen succes. In 2007-2008 eindigde Qarabağ op een vijfde plaats en dat resultaat werd geëvenaard in het seizoen 2008-2009. In 2008 won men de beker in de finale tegen FK Inter Bakoe. Qarabağ won van zijn sterke tegenstander en werd voor de derde keer bekerwinnaar. In het seizoen 2009-2010 eindigde de club op een derde plaats en mocht deelnemen aan de play-offs om het kampioenschap. De club eindigde opnieuw op de derde plaats en plaatste zich hiermee voor de voorrondes van de Europa League. In april 2009 maakte de vereniging bekend terug te keren naar het rayon Ağdam. In seizoen 2009/10 overleefde FK Qarabağ zowel de tweede als derde kwalificatieronde van de UEFA Europa League, door het Noorse Rosenborg BK en het Finse FC Honka Espoo uit te schakelen. Hierna werd het in de play-off ronde uitgeschakeld door FC Twente.

### 2010-2020
In het seizoen 2010-2011 eindigde de club op de derde plaats en ook in de beker was men niet succesvol dat seizoen. In 2011-2012 eindigde men op de vierde plaats in de competitie. In de beker werd de halve finale bereikt, FK Bakoe was de tegenstander. De thuiswedstrijd won Qarabağ met 1-0 en de uitwedstrijd won FK Bakoe met 1-0. Na verlenging en strafschoppen won FK Bakoe uiteindelijk met 5-4 en plaatste zich hiermee voor de finale. In het seizoen 2012-2013 eindigde de club op de tweede plaats en mocht meedoen met de play-offs voor het kampioenschap. Ook in deze groep eindigde de club op de tweede plaats en men plaatste zich hiermee voor de voorrondes van de Europa League. In 2013/2014 werd de club opnieuw landskampioen en men plaatste zich voor de voorrondes van de Champions League 2014/15. In de tweede voorronde werd Valletta FC uit Malta verslagen. In de derde voorronde bleek Red Bull Salzburg uiteindelijk te sterk. Men stroomde door naar de play-offronde van de Europa League 2014/15 waarin men FC Twente wist te verslaan. Voor het eerst in de historie werd de groepsfase bereikt van een Europees toernooi. Dit bleek tevens ook het eindstation, men slaagde er niet in om te overwinteren in Europa.
Het seizoen 2014/15 verliep uitermate succesvol, naast het kampioenschap werd dat seizoen ook beslag gelegd op de beker. In 2015/16 kwam Qarabağ dus opnieuw uit in de voorrondes van de Champions League. In 2016/17 werd opnieuw deelgenomen aan de voorrondes van de Champions League. Na winst tegen F91 Dudelange in de tweede kwalificatieronde werd in de derde kwalificatieronde verloren van Viktoria Plzen. In de play-offs van de Europa League werd gewonnen van IFK Göteborg. In de groepsfase van de UEFA Europa League 2016/17 speelde Qarabağ tegen Fiorentina, PAOK Saloniki en Slovan Liberec. In 2017 werd Qarabag voor de vierde keer op rij landskampioen. In de voorronden van de Champions League werd het Deense FC Kopenhagen in de play-offs verslagen. Zodoende plaatste men zich als eerste Azerbeidzjaanse club ooit voor de groepsfase van dit toernooi. Qarabağ eindigde 4e met twee punten in een poule met AS Roma, Chelsea FC en Atlético Madrid.

### 2020-heden
In het seizoen 2021/22 liep de club het achtste kampioenschap op rij ternauwernood mis en eindigde tweede achter Neftçi Bakoe. Qarabağ kwalificeerde zich daarmee voor de eerste editie van de UEFA Europa Conference League. Na drie voorrondes gewonnen te hebben, plaatste het zich voor de groepsfase, dat het als tweede afsloot en als eerste Azerbeidzjaanse team ooit zich plaatste voor de knock-outfase van een Europees hoofdtoernooi. In de play-offronde werd het uitgeschakeld door de latere halvefinalist Olympique Marseille. In hetzelfde seizoen werd echter zowel de landstitel als de landsbeker gewonnen.
Het seizoen erop werd de 10e landstitel en de 7e beker gepakt. In Europa werd na een derde plek in de groepsfase van de Europa League wederom een plek in de knock-outfase van de Conference League afgedwongen, waarin wederom uitschakeling geschiedde, ditmaal tegen KAA Gent.
In het seizoen 2023/24 eindigde de club tweede in de UEFA Europa League achter Bayer 04 Leverkusen en kwalificeerde zich voor het eerst in de clubgeschiedenis voor de knock-out fase van de Europa League. In de 16e finales werd SC Braga uitgeschakeld en werd er wederom geloot tegen het dat seizoen nog ongeslagen Bayer 04 Leverkusen, waarvan in de groepsfase tweemaal werd verloren. Ditmaal kwam in de heenwedstrijd Qarabağ op een 2-0 voorsprong, maar wist de Duitse topploeg in blessuretijd de eerste nederlaag van het seizoen te voorkomen. In de terugwedstrijd in Duitsland kwam Qarabağ in de tweede helft wederom op een 0-2 voorsprong, maar mede door twee goals van Patrik Schick in blessuretijd, kwam een einde aan een mogelijke stunt van de ploeg.
Op 21 december 2023 speelde Qarabağ na drie decennia weer in Karabach. De ronde van 16 van de Azerbeidzjaanse voetbalbeker werd gespeeld in het voetbalstadion van Stepanakert, waar met 1-0 werd gewonnen van MOIK Bakoe.

## Erelijst
| Competitie                   | Aantal | Jaren                                                                  |
| ---------------------------- | ------ | ---------------------------------------------------------------------- |
| Azerbeidzjan Premyer Liqası  | 12×    | 1993, 2014, 2015, 2016, 2017, 2018, 2019, 2020, 2022, 2023, 2024, 2025 |
| Azerbeidzjaanse voetbalbeker | 8×     | 1993, 2006, 2009, 2015, 2016, 2017, 2022, 2024                         |
| Azerbeidzjaanse Supercup     | 1×     | 1994                                                                   |
| Kampioen Azerbeidzjaanse SSR | 2×     | 1988, 1990                                                             |
| Beker Azerbeidzjaanse SSR    | 1×     | 1990                                                                   |

## In Europa
FK Qarabağ speelt sinds 1996 in (voorrondes van) diverse Europese competities. Hieronder staan de competities en in welke seizoenen de club deelnam:
- Champions League (11×)

2014/15, 2015/16, 2016/17, 2017/18, 2018/19, 2019/20, 2020/21, 2022/23, 2023/24, 2024/25, 2025/26
- Europa League (13×)

2009/10, 2010/11, 2011/12, 2013/14, 2014/15, 2015/16, 2016/17, 2018/19, 2019/20, 2020/21, 2022/23, 2023/24, 2024/25
- Conference League (2×)

2021/22, 2022/23
- Europacup II (2×)

1996/97, 1998/99
- UEFA Cup (3×)

1997/98, 2004/05, 2006/07
- Intertoto Cup (1×)

1999

## Selectie
| Nr.           | Nat.                  | Naam                        |
| ------------- | --------------------- | --------------------------- |
| Doelmannen    |                       |                             |
| 1             | Vlag van Azerbeidzjan | Shakhruddin Magomedaliyev   |
| 89            | Vlag van Azerbeidzjan | Amin Ramazanov              |
| 97            | Vlag van Kroatië      | Fabijan Buntić              |
| Verdedigers   |                       |                             |
| 2             | Vlag van Brazilië     | Matheus Silva               |
| 6             | Vlag van Brazilië     | Júlio Romão                 |
| 13            | Vlag van Azerbeidzjan | Bahlul Mustafazade          |
| 27            | Vlag van Azerbeidzjan | Toral Bayramov              |
| 29            | Vlag van Montenegro   | Marko Vešović               |
| 30            | Vlag van Azerbeidzjan | Abbas Hüseynov              |
| 44            | Vlag van Azerbeidzjan | Elvin Cafarquliyev          |
| 55            | Vlag van Azerbeidzjan | Badavi Hüseynov             |
| 81            | Vlag van Colombia     | Kevin Medina                |
| Middenvelders |                       |                             |
| 7             | Vlag van Algerije     | Yassine Benzia              |
| 8             | Vlag van Montenegro   | Marko Janković              |
| 15            | Vlag van Kaapverdië   | Leandro Andrade             |
| 20            | Vlag van Azerbeidzjan | Richard Almeida de Oliveira |
| 24            | Vlag van Azerbeidzjan | Aleksey Isayev              |
| 66            | Vlag van Kaapverdië   | Patrick Andrade             |
| 83            | Vlag van Azerbeidzjan | Nihad Quliyev               |
| Aanvallers    |                       |                             |
| 9             | Vlag van Azerbeidzjan | Musa Qurbanlı               |
| 10            | Vlag van Frankrijk    | Abdellah Zoubir             |
| 17            | Vlag van Frankrijk    | Hamidou Keyta               |
| 18            | Vlag van Brazilië     | Juninho                     |
| 19            | Vlag van Albanië      | Redon Xhixha                |
| 90            | Vlag van Azerbeidzjan | Nariman Akhundzada          |

## Bekende (oud-)spelers
- Leroy George
- Vagif Javadov
- Reynaldo
- Juninho
- Abdellah Zoubir
- Yassine Benzia
- Marko Janković
- Ansi Agolli
- Miro Varvodić
- Viktor Ibekoyi
- Nderim Nedzipi
- Rydell Poepon
- Samuel Armenteros